# Takayoshi Yamano
Takayoshi Yamano (Prefettura di Osaka, 5 aprile 1955) è un ex calciatore giapponese, di ruolo difensore.

## Statistiche

### Presenze e reti nei club
| Stagione | Squadra       | Campionato | Campionato | Campionato |
| Stagione | Squadra       | Comp       | Pres       | Reti       |
| -------- | ------------- | ---------- | ---------- | ---------- |
| 1978     | Yanmar Diesel | JSL1       | ?          | ?          |
| 1979     | Yanmar Diesel | JSL1       | ?          | ?          |
| 1980     | Yanmar Diesel | JSL1       | 18         | ?          |
| 1981     | Yanmar Diesel | JSL1       | ?          | ?          |
| 1982     | Yanmar Diesel | JSL1       | ?          | ?          |
| 1983     | Yanmar Diesel | JSL1       | ?          | ?          |
| 1984     | Yanmar Diesel | JSL1       | ?          | ?          |
|          | Totale        |            | 125        | 4          |
| 1985-86  | Osaka Gas     | JSL2       | ?          | ?          |
| 1986-87  | Osaka Gas     | JSL2       | ?          | ?          |
| 1987-88  | Osaka Gas     | JSL2       | ?          | ?          |
| 1988-89  | Osaka Gas     | JSL2       | ?          | ?          |
| 1989-90  | Osaka Gas     | JSL2       | 27         | 0          |
| 1990-91  | Osaka Gas     | JSL2       | 23         | 0          |
|          | Totale        |            | 50+        | 0+         |